# قرار مجلس الأمن التابع للأمم المتحدة رقم 1353
قرار مجلس الأمن التابع للأمم المتحدة رقم 1353، المتخذ بالإجماع في 13 حزيران / يونيو 2001، بعد الإشارة إلى القرارين 1318 (2000) و1327 (2000)، وافق المجلس على مقترحات لتعزيز علاقة الأمم المتحدة مع البلدان المساهمة بقوات والأمانة العامة في عمليات حفظ السلام.

## القرار

### أعمال
ووافق مجلس الأمن على اعتماد الأحكام الواردة في مرفقات القرار. وطلب من الفريق العامل المعني بعمليات حفظ السلام أن يواصل عمله لتحسين فعالية عمليات الأمم المتحدة لحفظ السلام وتقييم اتخاذ القرار الحالي والإبلاغ عنه في غضون ستة أشهر.

### المرفق الأول

#### مبادئ التعاون مع الدول المساهمة بقوات
وسُلِّم بأن الشراكة مع البلدان المساهمة بقوات يمكن تعزيزها إذا تولت الدول الأعضاء مسؤوليتها المشتركة عن توفير الموظفين والدعم والتسهيلات للأمم المتحدة. وحُثت البلدان على ضمان أن تكون قواتها قادرة على أداء الولايات الموكلة إليها، وكذلك أن يكون لديها تدريب ومساعدة فعالين من الأمانة العامة. تطلب الأمانة نفسها موارد بشرية ومالية مناسبة للاضطلاع بالمهام.

#### المسائل التشغيلية
وتم التشجيع على إنشاء مراكز إقليمية لحفظ السلام وطُلب من الأمين العام إجراء مناقشات مع البلدان المساهمة بقوات خلال بعثات حفظ السلام لتقييم واستخلاص الدروس للبعثات المقبلة وإدراج هذه المعلومات في التقارير المنتظمة المقدمة إلى المجلس. واعتبرت مهام الاستطلاع ضرورية في تطوير عمليات حفظ السلام. ويلزم تعزيز قدرة الأمانة العامة على جمع المعلومات والتحليلات حتى تتمكن من تقديم مشورة أفضل لمجلس الأمن والبلدان المساهمة بقوات. ومن الضروري وجود برنامج إعلامي فعال لتوليد الدعم لبعثات حفظ السلام.

#### آليات أخرى
وكان أحد الاحتمالات هو تعزيز عمليات حفظ السلام باستخدام لجنة الأركان العسكرية والآليات غير الرسمية مثل «مجموعة الأصدقاء».

#### متابعة
وفي غضون ستة أشهر، سيتم تقييم فعالية الاجتماعات مع البلدان المساهمة بقوات بهدف تحسين النظام.

### الملحق الثاني
واقترح مجلس الأمن إجراء مشاورات مع البلدان المساهمة بقوات في اجتماعات عامة أو خاصة لمجلس الأمن والبلدان المساهمة بقوات؛ اجتماعات تشاورية مع البلدان المساهمة بقوات واجتماعات بين الأمانة العامة والبلدان المساهمة بقوات.